# عفص كوري
العفص الكوري (باللاتينية: Thuja koraiensis) نوع نباتي شجري ينتمي إلى جنس العفص من الفصيلة السروية.

## الانتشار
موطنه كوريا واليابان.